# The Fix (serie de televisión)
The Fix es una serie de televisión estadounidense de género drama legal estrenada en ABC. El 15 de mayo de 2018 estaba programado para la mitad de la temporada 2018-19. La serie se estrenó el 18 de marzo de 2019.

## Sinopsis
Una fiscal de Los Ángeles se muda a Oregón después de perder un caso de asesinato. Pero cuando 8 años después el asesino ataca de nuevo, ella vuelve para buscar justicia.

## Reparto
- Robin Tunney como Maya Trevis
- Adewale Akinnuoye-Agbaje como Sevvy Johnson[2]
- Adam Rayner como Andre[2]
- Merrin Dungey como C.J. Bernstein[2]
- Breckin Meyer como Charlie Wiest[2]
- Marc Blucas como Riv[2]
- Mouzam Makkar como Loni Cho[2]
- Alex Saxon[2]
- Scott Cohen como Ezra Wolf[2]
- Abraham Lim como Ares.[5]

## Episodios
| N.º | Título              | Dirigido por     | Escrito por                                                      | Fecha de emisión original | Audiencia (millones) |
| --- | ------------------- | ---------------- | ---------------------------------------------------------------- | ------------------------- | -------------------- |
| 1 | «Pilot»             | Larysa Kondracki | Marcia Clark, Elizabeth Craft y Sarah Fain                       | 18 de marzo de 2019       | 4.40                 |
| En 2010, el actor de Hollywood Severen "Sevvy" Johnson es absuelto de asesinato; la fiscal, Maya Travis, renuncia en desgracia. Ocho años después, Johnson es sospechoso del asesinato de su novia, Jessica Meyer. Maya, que ha estado viviendo recluida en Washington, acepta ayudar a su excompañero, Matthew Collier, en la investigación. Maya duda que Johnson sea culpable y planea irse de Los Ángeles rápidamente. Johnson busca la ayuda del abogado que lo absolvió, Ezra Wolf, que se está ahogando en deudas de la mafia. Maya teoriza que Johnson mató a Jessica cuando se rebeló contra sus métodos de control. El novio de Maya, Riv, aparece sin avisar, y ella le informa que planea quedarse y tomar el caso después de todo. El investigador de Collier, C.J. Bernstein, encuentra una unidad de almacenamiento que la hija de Johnson, Star, alquiló para Jessica, quien grabó un video diario documentando el abuso de Johnson. Con ella, la policía puede obtener una orden de registro para su casa. Collier nombra a Maya como fiscal principal sobre el asistente del fiscal Loni Kampour, quien toma represalias advirtiéndole a Wolf sobre la búsqueda. Él a su vez advierte a Johnson, quien le pide a su hijastro Gabe que se deshaga de una bolsa de lona negra. |                     |                  |                                                                  |                           |                      |
| 2 | «Revenge»           | Michael Katleman | Historia de: Elizabeth Craft y Sarah Fain Guion de: Marcia Clark | 25 de marzo de 2019       | 3.85                 |
| 3 | «The Wire»          | Steve Robin      | Jerome Schwartz y Denise Hahn                                    | 1 de abril de 2019        | 2.98                 |
| 4 | «Scandal»           | Edward Ornelas   | Wendy Mericle y Catherine LePard                                 | 8 de abril de 2019        | 3.23                 |
| 5 | «Lie to Me»         | Wendey Stanzler  | Ola Shokunbi                                                     | 15 de abril de 2019       | 3.08                 |
| 6 | «The Fugitive»      | Stacey K. Black  | Denise Hahn                                                      | 22 de abril de 2019       | 3.11                 |
| 7 | «Ghost Whisperer»   | Randy Zisk       | Catherine LePard                                                 | 29 de abril de 2019       | 2.77                 |
| 8 | «Queen for a Day»   | Michael Katleman | Brook Sitgraves Turner                                           | 6 de mayo de 2019         | 2.18                 |
| 9 | «Jeopardy!»         | Silver Tree      | Corey Miller                                                     | 13 de mayo de 2019        | 2.42                 |
| 10 | «Making a Murderer» | Michael Katleman | Historia de: Marcia Clark Guion de: Elizabeth Craft y Sarah Fain | 20 de mayo de 2019        | 2.90                 |

## Liberación

### Marketing
El 15 de mayo de 2018, ABC lanzó el primer tráiler oficial de la serie.

## Recepción

### Crítica
En Rotten Tomatoes, la serie tiene un índice de aprobación del 60%, basado en 15 reseñas, con una calificación promedio de 5.4/10. El consenso crítico del sitio dice: «Las poderosas actuaciones de Robin Tunney y Adewale Akinnuoye-Agbaje darán a los espectadores su drama Fi, pero el concepto de la serie sorprenderá a muchos espectadores como una reescritura autocomplaciente de la historia reciente». En Metacritic, tiene un puntaje promedio ponderado de 52 sobre 100, basada en 10 reseñas, lo que indica «criticas mixtas o medias».

### Audiencias
| N.º | Título            | Fecha de emisión    | ÍA/CP (18–49) | Audiencia (millones) | DVR (18–49) | Audiencia DVR (millones) | Total (18–49) | Audiencia total (millones) |
| --- | ----------------- | ------------------- | ------------- | -------------------- | ----------- | ------------------------ | ------------- | -------------------------- |
| 1   | «Pilot»           | 18 de marzo de 2019 | 0.7/4         | 4.40                 | 0.5         | 3.32                     | 1.2           | 7.71                       |
| 2   | «Revenge»         | 25 de marzo de 2019 | 0.6/3         | 3.85                 | 0.4         | 2.66                     | 1.0           | 6.51                       |
| 3   | «The Wire»        | 1 de abril de 2019  | 0.5/3         | 2.98                 | 0.3         | 2.36                     | 0.8           | 5.34                       |
| 4   | «Scandal»         | 8 de abril de 2019  | 0.5/3         | 3.23                 | 0.3         | 2.27                     | 0.8           | 5.50                       |
| 5   | «Lie to Me»       | 15 de abril de 2019 | 0.5/3         | 3.08                 | 0.3         | 2.16                     | 0.8           | 5.24                       |
| 6   | «The Fugitive»    | 22 de abril de 2019 | 0.5/3         | 3.11                 | —           | —                        | —             | —                          |
| 7   | «Ghost Whisperer» | 29 de abril de 2019 | 0.4/2         | 2.77                 | —           | —                        | —             | —                          |